# سربيت أسفل (تعز)
سربيت اسفل هي إحدى قرى الجمهورية اليمنية. تتبع جغرافيا لمحافظة تعز وإداريًا لمديرية سامع. يبلغ تعداد سكانها 2,705 نسمة حسب الإحصاء الذي أجري عام 2004 م.